# Жанна Бонін-Піссарро
Жанна Бонін-Піссарро, відома як Кокотт (фр. Jeanne Bonin-Pissarro; 27 серпня 1881, Понтуаз — 3 липня 1948, Париж) — французька художниця.
Жанна Піссарро — дочка художника Каміля Піссарро та Жюлі Велле.
Вона вийшла заміж за художника Олександра Боніна 11 червня 1908 року в Парижі.

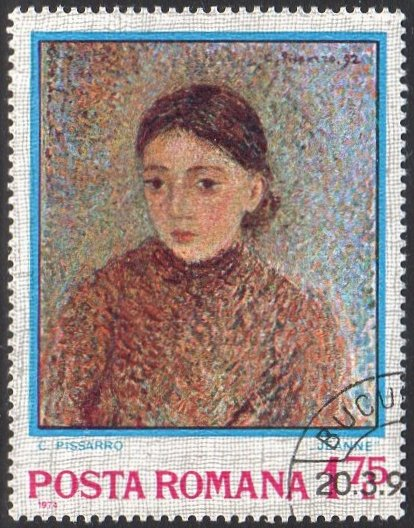
Портрет Жанни Піссарро роботи Каміля Піссарро на румунскій поштовій марці

Померла в Парижі, похована на кладовищі Пер-Лашез поруч з чоловіком.